# Златко
Златко је старо јужнословенско мушко име настало по истоименом племенитом металу. Користи се у Бугарској, Северној Македонији, Словенији, Србији, и Хрватској и постоји тумачење да је то деминутив од имена Златан.

## Имендани
Имендан се слави у Бугарској 18. октобра и у Словачкој 12. јуна.

## Популарност
У Словенији је ово име 2007. године било на 92. месту.